# Janko Ferk
Janko Ferk (* 11. Dezember 1958 in Sankt Kanzian am Klopeiner See / Škocijan v Podjuni, Kärnten) ist ein österreichischer Richter im Ruhestand, Wissenschaftler und Schriftsteller.

## Leben
Janko Ferk studierte an der Universität Wien Deutsche Philologie und Geschichte sowie Rechtswissenschaften und schloss diese als Mag. phil. und Dr. iur. ab. Er ist Richter des Landesgerichts Klagenfurt im Ruhestand und Honorarprofessor für Literaturwissenschaften an der Universität Klagenfurt/Univerza v Celovcu, an der er den multilateralen Universitätslehrgang „Strategisches Kooperationsmanagement“ leitete.
Er ist Schriftsteller und literarischer Übersetzer.
Er war Mitglied des Beirats für literarische Übersetzer und gehörte der Kommission zur Wahrung des Rundfunkgesetzes im Bundeskanzleramt an. In der Rundfunkkommission war er zuletzt Vorsitzender eines Senats. In den Jahren von 1995 bis 2002 war er Vizepräsident des Kärntner Schriftstellerverbands. Er war und ist Mitglied verschiedener literarischer Beiräte und Jurys im Bundesministerium für Unterricht, Kunst und Kultur. In der Vereinigung österreichischer Richterinnen und Richter war er Teilnehmer der „Arbeitsgemeinschaft Ethik“ und ist Mitautor einer Ethikerklärung der Vereinigung, die am 8. November 2007 verabschiedet und nach ihrem Entstehungsort Wels bezeichnet wurde („Welser Erklärung“). Er ist Rechtsbeistand für Untersuchungsausschüsse des Kärntner Landtags gemäß § 5 K-UAG. 
Janko Ferk ist internationales Redaktionsmitglied der Fachzeitschrift Zbornik znanstvenih razprav (Wissenschaftliches Jahrbuch) der Juridischen Fakultät der Universität Ljubljana. Er publiziert regelmäßig juristische Beiträge und ist Mitarbeiter rechtswissenschaftlicher Fachzeitschriften. Für die Juridische Fakultät der Universität Ljubljana verfasst er Peer-Reviews. Er hält Vorträge an ausländischen Universitäten, darunter der Stanford University in Palo Alto, Kalifornien, und war mit einem Referat über Franz Kafka (Academy And Monkey) Vortragender auf der Convention 2011 der US-amerikanischen Modern Language Association in Los Angeles. Er hat im In- und Ausland rund zweihundert literarische Lesungen gehalten und in mehr als einhundert literarischen Anthologien in Österreich, Deutschland, Slowenien, den USA und anderen Ländern veröffentlicht. Für die Tageszeitung Die Presse verfasst er regelmäßig Buchrezensionen und Gastkommentare. Er leitet im Radiokulturhaus (ORF, Wien) die Ö1-Gesprächsreihe Unser vielfältiges Erbe.
Er ist der Initiator und Mitbegründer des Weblexikons der Kärntner slowenischen Literatur www.slolit.at. Auf seine Initiative geht das Lexikon Profile der neueren slowenischen Literatur in Kärnten (Hrsg. Johann Strutz, Hermagoras Verlag, Klagenfurt/Celovec) zurück. Er gab im Hermagoras Verlag die Anregung für die Buchreihe Austriaca, in der österreichische Autoren in slowenischer Übersetzung erscheinen, und für die Edition Slovenica, in der slowenische Autoren in deutschsprachiger Übersetzung verlegt werden.
Er ist Mitglied des Editorial Boards des Austria-Forums, einer von unabhängigen Wissenschaftlern gestalteten und der Allgemeinheit zur Verfügung gestellten allgemeinen Wissensplattform mit dem Schwerpunkt Österreich.
Seine wissenschaftlichen Forschungen konzentrieren sich auf die Literatur- und Rechtswissenschaften. Er setzt sich intensiv mit dem Werk Franz Kafkas auseinander. Er ist ein international renommierter Kafkologe und hat eine eigenständige Methode der Auslegung entwickelt.

## Privates
Janko Ferk ist mit der Germanistin Sabine Ferk verheiratet und Vater zweier erwachsener Kinder, eines Sohns sowie einer Tochter. Er hat zwei Enkelsöhne.

## Werke (Auswahl)

### Prosa und Sachbuch
- Der verurteilte Kläger. Roman. Wien/Hamburg 1981, ISBN 3-552-03325-4.
- Die Geographie des Menschen. Gesprächebuch. Wien 1993, ISBN 3-900379-79-3.
- Landnahme und Fluchtnahme. Prosa. Wien 1997, ISBN 3-85308-027-8 (Slowenische Ausgabe 1989, ISBN 3-85013-100-9. Kroatische Übersetzung 2007, ISBN 978-953-7289-13-3).
- Recht ist ein „Prozeß“. Über Kafkas Rechtsphilosophie. Manz, Wien 1999, ISBN 3-214-06528-9 (Zugleich Dissertation an der Universität Wien 1998) (Slowenische Übersetzung 2007, ISBN 978-961-247-043-2. Kroatische Übersetzung 2010, ISBN 978-953-7289-23-2).
- Gutgeheißenes und Quergeschriebenes. Essays. Klagenfurt/Wien 2003, ISBN 3-85013-968-9.
- Kafka und andere verdammt gute Schriftsteller. Essays. Klagenfurt/Wien 2005, ISBN 3-7086-0187-4.
- Wie wird man Franz Kafka? Drei Essays. Mit einem Vorwort von Wendelin Schmidt-Dengler. Wien/Berlin 2008, ISBN 978-3-8258-1419-9.
- Brief an den Staatsanwalt. Eine forensische Novelle. Prosa. Wien 2008, ISBN 978-3-902498-24-3.
- Eine forensische Trilogie. Drei Novellen. Prosa. Wien 2010, ISBN 978-3-902498-34-2.
- Ulrich Habsburg-Lothringen. Aristokrat Demokrat Grüner. Biografie. Klagenfurt 2011, ISBN 978-3-7012-0054-2.
- Grundzüge des Unternehmens- und Vertragsrechts Österreich/Slowenien – Osnove podjetniškega in pogodbenega prava Avstrija/Slovenija. Lehrbuch. Klagenfurt/Wien/Ljubljana 2011, ISBN 978-3-7086-0606-4.
- Die Parenzana. Gehen. Genießen. RAD fahren. Von Triest bis Poreč. (Reiseführer mit Fotos.) Styria, Wien/Graz 2013, ISBN 978-3-7012-0127-3 (5. Auflage 2020, slowenische Ausgabe Sidarta, Ljubljana 2017, 2. Auflage 2018, ISBN 978-961-6027-83-0).
- Luft aus der Handtasche. Rezensionen zur deutschsprachigen Literatur 2005–2012 von A bis Zeh. Essays. Wien/Berlin 2013, ISBN 978-3-643-50523-1.
- Der Schneckenesser von Paris. Essays und Geschichten. Wels 2013, ISBN 978-3-9503686-1-1.
- Der Kaiser schickt Soldaten aus. Ein Sarajevo-Roman. Wien/Graz 2014, ISBN 978-3-222-13408-1 (Slowenische Übersetzung 2014, ISBN 978-3-7086-0814-3).
- Bauer Bernhard, Beamter Kafka. Dichter und ihre Zivilberufe. Wien/Graz 2015, ISBN 978-3-222-13520-0.
- Drei Juristen. Gross – Kafka – Rode. Wissenschaftliche Essays. Graz 2017, ISBN 978-3-7011-0392-8 (2. Auflage 2017).
- Craft-based Design. On Practical Knowledge and Manual Creativity/Von Handwerkern und Gestaltern. Hrsg. von Stefan Moritsch. Zweisprachiges, deutsch-englisches Sachbuch. Zürich 2018, ISBN 978-3-7212-0979-2.
- Zwischenergebnis. Gesammelte Prosa. Leykam, Graz 2018, ISBN 978-3-7011-8100-1.
- Die Kunst des Urteils. Rezensionen zur deutschsprachigen Literatur 2013–2018 von A-mann bis Z-mann. Essays. Wien/Berlin 2019, ISBN 978-3-643-50897-3.
- Kafka, neu ausgelegt. Originale und Interpretationen. Wissenschaftliche Essays. Graz/Wien 2019, ISBN 978-3-7011-8133-9.
- Mit dem Bleistift in der Hand. Rezensionen zur deutschsprachigen Literatur 2018–2021 von Bernhard über Handke bis Kafka. Essays. Wien/Münster 2021, ISBN 978-3-643-51083-9.
- Der Rilke-Weg. Ein Wanderführer von Grado über Görz und Triest bis Muggia und Udine. Mit Fotos von Helmuth Weichselbraun. Graz 2021, ISBN 978-3-903323-12-4 (2. Auflage 2022).
- Kafkas „Strafen“, neu ausgelegt. Originale und Interpretationen. Wissenschaftliche Essays. Graz/Wien 2022, ISBN 978-3-7011-0479-6.
- Mein Leben. Meine Bücher. Erzählung. Innsbruck 2022, ISBN 978-3-99039-207-2.
- Die Slowenische Riviera. Eine Reisemonografie von Ankaran über Koper und Izola bis Piran und Portorož sowie über die Städte Opatija und Rijeka in Kroatien. Mit Fotos von Helmuth Weichselbraun. Graz 2022, ISBN 978-3-903323-18-6.
- Sprachkunstwerke, wie sie im Buch stehen. Rezensionen 2001 - 2022 von Begley über Lendvai bis Rawls. Essays. Wien/Münster 2022, ISBN 978-3-643-51128-7.
- Die Istrische Riviera. Eine Reisemonographie von Savudrija über Rovinj bis Medulin. Mit Fotos von Helmuth Weichselbraun. Graz 2023, ISBN 978-3-903323-24-7.
- Peter Handke. Begleitschreiben, Gespräche und Zustimmungen. Essays. Wien/Münster 2024, ISBN 978-3-643-51193-5.
- Der Drei-Länder-Weg. Eine Reisemonografie. Auf der Parenzana mit dem Rad oder zu Fuß von Triest über Koper bis Poreč. Mit Fotos von Helmuth Weichselbraun. Graz 2024, ISBN 978-3-903323-29-2.
- Mein Leben. Meine Freunde. Erzählung. Wien 2024, ISBN 978-3-99098-199-3.
- Franz. Ein Stück. Drama. Wien-Münster 2025, ISBN 978-3-89781-291-8.

### Lyrik
- kühles feuer. Gedichte. Klagenfurt/Celovec 1978.
- samoumevnost nesmisla/das selbstverständliche des sinnlosen. Lyrik und Prosa. Klagenfurt/Celovec 1979.
- Vergraben im Sand der Zeit. Gedichte. Wien 1989, ISBN 3-9009-7937-8.  (Englische Übersetzung 1989, ISBN 0-929497-13-9.)
- Am Rand der Stille. Gedichte. Wien 1991, ISBN 3-900379-67-X. (Italienische Übersetzung 1997, ISBN 88-86950-02-0.)
- Psalmen und Zyklen. Gedichte. Wien 2001, ISBN 3-85308-074-X. (Kroatische Übersetzung 2006, ISBN 953-7289-08-7.)
- 10 × 7. Gedichte in sieben Sprachen. Zagreb 2008, ISBN 978-953-7289-18-8.
- Pasadena. Gedichte in drei Sprachen. Zagreb 2012, ISBN 978-953-7289-42-3.
- Brot und Liebe. Gesammelte Gedichte. Mit einem Nachwort von Manfred Müller. Wien 2014, ISBN 978-3-222-13452-4. (Bulgarische Übersetzung 2014, ISBN 978-954-488-130-6; kroatische Übersetzung in zwei Bänden samt slowenischem Original 2019, ISBN 978-953-8258-63-3; slowenische Ausgabe mit einem Nachwort von Marjan Pungartnik 2019, ISBN 978-961-6850-76-6.)

### Stücke
- Fähig, fähig, fähig. Ein forensischer Gefühlsausbruch. Uraufführung am 19. Jänner 2007 in der Regie von Michael Weger im Konse-Schauspielstudio, Artecielo, Klagenfurt/Celovec.
- Franz. Ein Stück. Leseuraufführung am 23. Oktober 2024 während der Intendanz von Michael Weger und in der Regie von Martin Dueller durch die neue bühne villach im Dinzlschloss, Villach.[10] Das Ensemble bildeten Birgit Fuchs, Natalie Krainer, Seraphine Rastl, Katharina Schmölzer und Isabella Weger.

### Herausgeberschaften
- Gedichte aus Kärnten. Gedichte von Milka Hartman. Klagenfurt-Celovec, 1987.
- Letzte Möglichkeit Österreich kennenzulernen/Zadnja možnost spoznati Avstrijo. Anthologie. Klagenfurt-Celovec, 1987.
- Der Flügelschlag meiner Gedanken. Literatur der Kärntner Slowenen. Klagenfurt-Celovec – Wien, 1992.
- Nirgendwo eingewebte Spur. Anthologie slowenischer Lyrik. Wien, 1995.
- Anleitungen zum Schreien. Anthologie slowenischer Prosa. Wien, 1996.
- Strateški management sodelovanja na Koroškem. Zbornik/Strategisches Kooperationsmanagement Kärnten/Koroška. Sammelband. Kranj, 2011.

### Buchübersetzungen
- jedra – nuclei – kerne – jezgra – magvakl – les noyaux – nuclei. Gedichte von Aleksij Pregarc. Trieste-Trst, 1987.
- Viele Herren von heute waren gestern noch Genossen. Aphorismen und Gedichte von Žarko Petan. Graz - Wien - Köln, 1990. (Mitübersetzer.)
- Spomeniki ali Zadrževanje minljivosti / Erinnerungszeichen oder Die Verzögerung der Vergänglichkeit. Monographie von Valentin Oman. Klagenfurt/Celovec, 1991. (Mitübersetzer.)
- Die Welt in einem Satz. Gedichte und Aphorismen von Žarko Petan. Graz - Wien - Köln, 1994. (Mitübersetzer.)
- Von morgen bis gestern. Aphorismen von Žarko Petan. Graz - Wien - Köln, 1997. (Mitübersetzer.)
- Die Wege werden kürzer. Gedichte von Žarko Petan. Klagenfurt-Celovec, 1997.
- Lachen streng verboten. Aphorismen und Gedichte von Žarko Petan. Graz - Wien - Köln, 1999. (Mitübersetzer.)
- Eingewebte spur. Gedichte von Niko Grafenauer. Wien, 2003.
- Vtiski/Einprägungen. Gedichte von Ivan Klarič. Klagenfurt-Celovec, 2004.
- Geheimnisse. Gedichte und Sprüche von Niko Grafenauer. Klagenfurt-Celovec - Ljubljana – Wien, 2010. (Mitübersetzer.)

### Übersetzungen in Anthologien und Zeitschriften
- aus dem Slowenischen in das Deutsche:

Drago Jančar, Niko Grafenauer, Andrej Hieng, Alojz Ihan, Lojze Kovačič, Kajetan Kovič, Florjan Lipuš, Brane Mozetič, Josip Osti, Žarko Petan, Rudi Šeligo, Marjan Strojan, Herman Vogel und Pavle Zidar.
- aus dem Deutschen in das Slowenische:

Georg Bydlinski und Josef Winkler.

### Veröffentlichungen in Zeitungen und Zeitschriften
Er veröffentlichte u. a. in Aufbau (New York), Buchkultur (Wien), Delo (Ljubljana), Der Standard (Wien), Die Brücke (Klagenfurt/Celovec), Die Furche (Wien), Die Presse (Wien), Etcetera (St. Pölten), Europäische Rundschau (Wien), Extrablatt (Wien), Fidibus (Klagenfurt/Celovec), Freibord (Wien), Halifax (Stockholm), Kadmos (Gorizia/Gorica), Kleine Zeitung (Graz und Klagenfurt), Kurier (Wien), Lichtungen (Graz), Literatur und Kritik (Salzburg), LOG (Wien), manuskripte (Graz), mladje (Klagenfurt/Celovec), Nedelja (Klagenfurt/Celovec), Neue Juristische Wochenschrift (Frankfurt am Main), Neue Zürcher Zeitung (Zürich), New York Times (New York), Novice (Klagenfurt/Celovec), Österreichische Richterzeitung (Wien), Pegasus (Passau), Podium (Wien), SALZ (Salzburg), Salzburger Nachrichten (Salzburg), Sterz (Graz), Tagebuch (Wien), Večer (Maribor), Volltext (Wien), Wiener Zeitung (Wien) und Zifferblatt (Vaduz).

## Auszeichnungen (Auswahl)
- 1978: Großer Österreichischer Jugendpreis für Literatur
- 1981 und 1989: Buchprämie des (österreichischen) Bundesministeriums für Unterricht und Kunst
- 1986: Förderungspreis des Landes Kärnten für Literatur
- 1987 und 1989: Übersetzerprämie des (österreichischen) Bundesministeriums für Unterricht und Kunst
- 1988: Theodor-Körner-Preis Förderungspreis für Literatur
- 1993: Theodor-Körner-Preis Förderungspreis für Wissenschaft
- 1997, 2005 und 2006: Übersetzerprämie des österreichischen Bundeskanzleramts
- 2002: Literaturpreis des P.E.N.-Clubs Liechtenstein
- 2018: Preis des Landes Kärnten
- 2020: Ehrenzeichen des Landes Kärnten
- 2024: Österreichisches Ehrenkreuz für Wissenschaft und Kunst, verliehen vom Bundespräsidenten

## Mitgliedschaften
- Vereinigung österreichischer Richterinnen und Richter (Wien)
- Grazer Autorinnen Autorenversammlung (Wien)
- IG Autorinnen Autoren (Wien)
- Literar-Mechana (Wien)
- LVG - Literarische Vereinigung zur Wahrung der Urheberrechte (Wien)
- IG Übersetzerinnen Übersetzer (Wien)
- Kafka Society of America (New York)
- Österreichische Franz Kafka Gesellschaft (Klosterneuburg)
- ULV - Verband des wissenschaftlichen und künstlerischen Personals der österreichischen Universitäten (AAU, Klagenfurt)